# Пруссачество

Флаг Пруссии

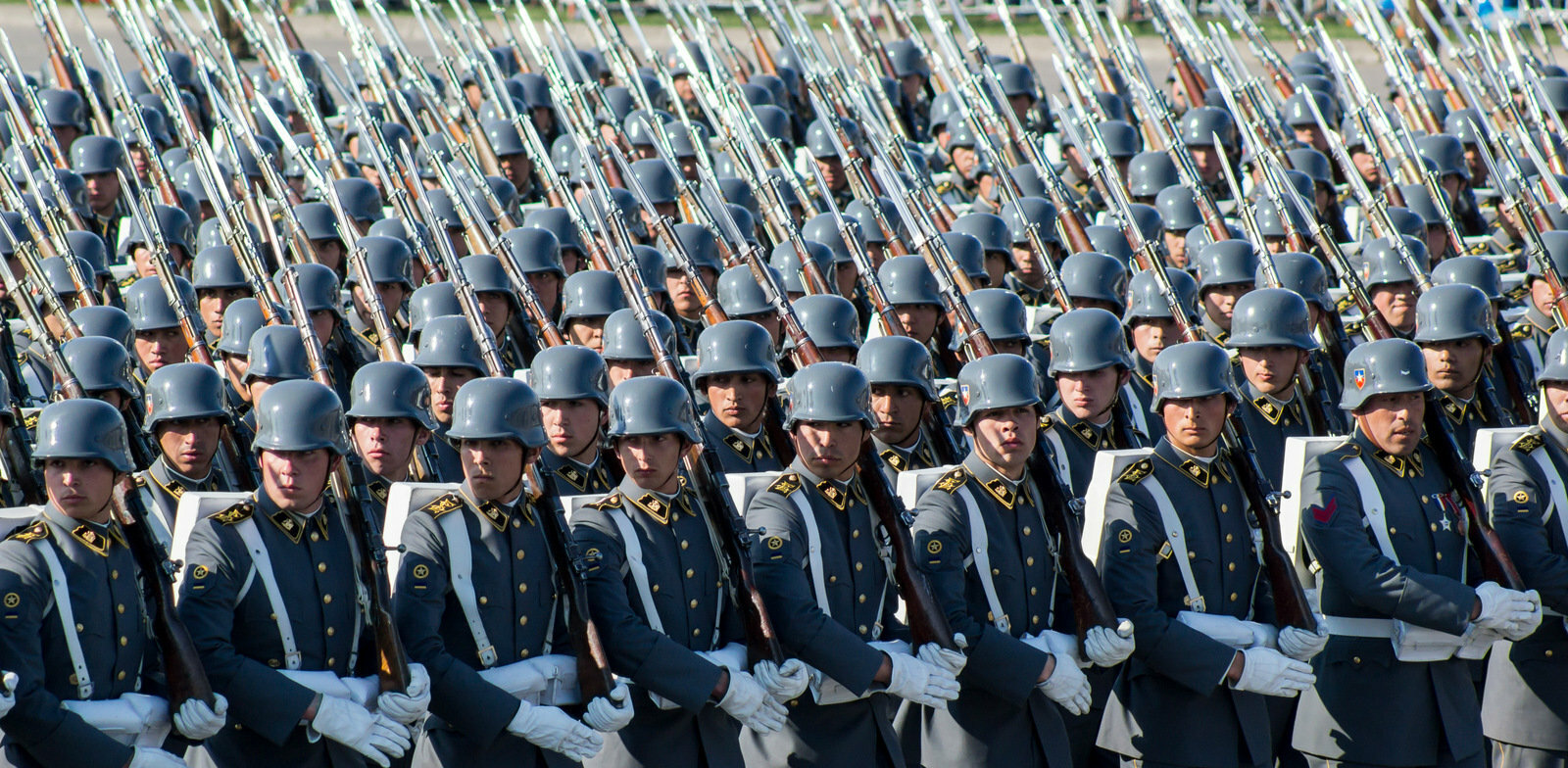
Чилийская армия - пример армейской пруссинизации

Пруссачество (нем. Preußentum) — милитаризм, иерархизм и культ дисциплины, которые традиционно ассоциировались с правящим классом Прусского королевства — юнкерами (помещиками).

## История
Пруссачество берёт своё начало с восхождением на прусский престол Фридриха Вильгельма I в 1713 году, который заложил основы профессиональной и стабильной армии; наследие, которое продолжил его сын Фридрих II Великий, сформировавший организованную и эффективную армию, имевшую репутацию лучшей в Европе, а затем племянник последнего Фридрих Вильгельм II.
Пруссачество базировалось на консервативно-милитаристской касте прусских юнкеров, имея в качестве фундаментальной основы вертикальную, централизованную, патерналистскую и железную дисциплину. Его идеологическая основа состояла из сочетания ярко выраженной аристократической, воинственной и экспансионистской националистической идеологии, традиционализма, консерватизма и милитаризма того времени. Именно эта философия, поспособствовав подъёму национализма и консерватизма в Германии, во многом повлияла на позицию Пруссии, а затем и Германии в таких исторических процессах, как наполеоновские войны, объединение Германии 1871 года, Первая и Вторая мировый войны.
Кроме того, социологически пруссачество выражалось в так называемых «прусских добродетелях», оказывающих влияние на различные актуальные аспекты прусской и немецкой культуры.
Среди наиболее важных теоретиков и представителей пруссачества — Карл фон Клаузевиц, Отто фон Бисмарк и Освальд Шпенглер. С другой стороны, некоторые аналитики считают, что пруссачество оказало значительное влияние на национал-социализм. Кроме того, влияние пруссачество всё ещё заметно в нынешних идеологиях, преобладающих в Турции.
Пруссачество также оказало влияние на Латинскую Америку в 1920-х—1940-х годах, особенно на военные круги Чили, Аргентины, Колумбии и Боливии. В Чили отношения с Пруссией восходят к концу XIX века, когда немецкая миссия под командованием Эмиля Кёрнера начала процесс модернизации и профессионализации чилийской армии. Эти контакты поддерживались и активизировались в течение первой половины XX века, когда шёл процесс «пруссизации» чилийских офицеров, унтер-офицеров и солдат, влиявший даже на другие виды вооружённых сил, чилийский флот и чилийские ВВС. Следы этого можно было увидеть во время Больших военных парадов Чили. В Аргентине и Боливии в те годы прусская модель также использовалась как основа для модернизации армий.
Определённое влияние пруссачества было заметно также в Королевстве Афганистан.